# Leptothorax maurus
Leptothorax maurus är en myrart som beskrevs av Santschi 1921. Leptothorax maurus ingår i släktet smalmyror, och familjen myror. Inga underarter finns listade i Catalogue of Life.